# Shorttrack-Weltmeisterschaften 1984
Die Shorttrack-Weltmeisterschaften 1984 fanden vom 6. bis zum 8. April 1984 im englischen Peterborough statt. Mehrkampfweltmeisterin bei den Frauen wurde die Japanerin Mariko Kinoshita. Bei den Männern entschied der Kanadier Guy Daignault den Mehrkampf für sich.

## Ablauf
Im Rahmen der Shorttrack-WM 1984 wurden Einzelrennen über 500, 1000, 1500 und 3000 Meter (jeweils Frauen und Männer) sowie Staffeln über 3000 Meter (Frauen) und 5000 Meter (Männer) gelaufen. Die Finalteilnehmer auf jeder Einzelstrecke erhielten gemäß ihrer Platzierung Punkte (fünf für den Sieger, drei für den Zweiten, zwei für den Dritten und einen für den Vierten), die zusammengerechnet eine Gesamtwertung ergaben. Die besten Athleten dieser Wertung nach den ersten drei gelaufenen Distanzen qualifizierten sich für das Superfinale über 3000 Meter. Die Erstplatzierten der Einzelstrecken werden von der ISU nicht als Weltmeister geführt, sondern ausschließlich die Sieger der Gesamtwertung (= des Mehrkampfes) und der Staffeln.
Die Weltmeisterschaft fand auf dem East of England Ice Rink in Peterborough statt. Insgesamt nahmen 38 Sportlerinnen und 41 Sportler aus 12 Nationen an den Rennen teil.
Sowohl bei den Männern als auch bei den Frauen waren Athleten aus Kanada und Japan am stärksten: In der Frauen-Mehrkampfwertung siegte die 18-jährige Japanerin Mariko Kinoshita nach Streckensiegen über 500 Meter und 1500 Meter vor der kanadischen Titelverteidigerin Sylvie Daigle, die über 3000 Meter am schnellsten war. Bei den Männern entschied Guy Daignault die Rennen über 500 Meter und 3000 Meter sowie den Mehrkampf für sich, Zweiter wurde Tatsuyoshi Ishihara, Dritter Guys Bruder Michel Daignault. Außerdem gewannen die Kanadier beide Staffelwettkämpfe. Dennoch machte der kanadische Trainer Jack Walters insgesamt eine stärkere internationale Konkurrenz als in den vorangegangenen Jahren aus, als kanadische Athleten teilweise die ersten drei Plätze bei den Männern und bei den Frauen belegt hatten. 1984 erreichten Sportler aus mehreren Ländern die Finalläufe. Dazu gehörte auch die US-Amerikanerin Bonnie Blair, die das 1000-Meter-Rennen der Frauen gewann und sich die Mehrkampf-Bronzemedaille mit Nathalie Lambert aus Kanada teilte.

## Ergebnisse

### Frauen
| Wettbewerb         | Gold                                                                    | Gold        | Silber                                                              | Silber      | Bronze                                                                             | Bronze      |
| Wettbewerb         | Sportlerin                                                              | Leistung    | Sportlerin                                                          | Leistung    | Sportlerin                                                                         | Leistung    |
| ------------------ | ----------------------------------------------------------------------- | ----------- | ------------------------------------------------------------------- | ----------- | ---------------------------------------------------------------------------------- | ----------- |
| 500 Meter          | Mariko Kinoshita                                                        | 0:50,78 min | Sylvie Daigle                                                       | 0:51,71 min | Hiromi Takeuchi                                                                    | 1:41,75 min |
| 1000 Meter         | Bonnie Blair                                                            | 1:47,79 min | Marie-José Martin                                                   | 1:48,03 min | Nathalie Lambert                                                                   | 1:48,04 min |
| 1500 Meter         | Eiko Shishii                                                            | 2:56,42 min |                                                                     |             | Lydia Stephans                                                                     | 2:57,66 min |
| 1500 Meter         | Mariko Kinoshita                                                        | 2:56,42 min |                                                                     |             | Lydia Stephans                                                                     | 2:57,66 min |
| 3000 Meter         | Sylvie Daigle                                                           | 6:06,05 min | Nathalie Lambert                                                    | 6:06,06 min | Lydia Stephans                                                                     | 6:09,27 min |
| Gesamtwertung      | Mariko Kinoshita                                                        | 10 Punkte   | Sylvie Daigle                                                       | 8 Punkte    | Bonnie Blair                                                                       | 5 Punkte    |
| Gesamtwertung      | Mariko Kinoshita                                                        | 10 Punkte   | Sylvie Daigle                                                       | 8 Punkte    | Nathalie Lambert                                                                   | 5 Punkte    |
| 3000-Meter-Staffel | KanadaSylvie Daigle Nathalie Lambert Maryse Perreault Marie-José Martin | 5:04,81 min | JapanHiromi Takeuchi Eiko Shishii Tsugumi Watanabe Mariko Kinoshita | 5:06,16 min | Vereinigte StaatenBonnie Blair Lydia Stephans Becky Mane Wendy Goelz Michelle Fang | 5:06,70 min |

### Männer
| Wettbewerb         | Gold                                                                | Gold        | Silber                                                                                   | Silber      | Bronze                                                                       | Bronze      |
| Wettbewerb         | Sportler                                                            | Leistung    | Sportler                                                                                 | Leistung    | Sportler                                                                     | Leistung    |
| ------------------ | ------------------------------------------------------------------- | ----------- | ---------------------------------------------------------------------------------------- | ----------- | ---------------------------------------------------------------------------- | ----------- |
| 500 Meter          | Guy Daignault                                                       | 0:46,45 min | Michel Daignault                                                                         | 0:46,46 min | David Besteman                                                               | 0:46,60 min |
| 1000 Meter         | Tatsuyoshi Ishihara                                                 | 1:41,61 min | Guy Daignault                                                                            | 1:41,62 min | Michel Daignault                                                             | 1:41,75 min |
| 1500 Meter         | Yūichi Akasaka                                                      | 2:36,08 min | Wilf O’Reilly                                                                            | 2:36,69 min | Danny Kah                                                                    | 2:36,88 min |
| 3000 Meter         | Guy Daignault                                                       | 5:16,93 min | Tatsuyoshi Ishihara                                                                      | 5:17,32 min | Michel Daignault                                                             | 5:17,99 min |
| Gesamtwertung      | Guy Daignault                                                       | 13 Punkte   | Tatsuyoshi Ishihara                                                                      | 8 Punkte    | Michel Daignault                                                             | 7 Punkte    |
| 5000-Meter-Staffel | KanadaRobert Dubreuil Michel Daignault Guy Daignault Michel Delisle | 7:52,27 min | Vereinigtes KönigreichGary Rudd Wilf O’Reilly Stewart Horsepool Stuart Pass Robert Blair | 7:53,28 min | NiederlandeMenno Boelsma Jaco Mos Charles Veldhoven Ger Boelsma Jeroen Otter | 7:55,27 min |

## Medaillenspiegel
| Platz | Land                   |   |   |   |    |
| ----- | ---------------------- | - | - | - | -- |
| 1     | Kanada                 | 3 | 1 | 2 | 5  |
| 2     | Japan                  | 1 | 2 | – | 3  |
| 3     | Vereinigtes Königreich | – | 1 | – | 1  |
| 4     | Vereinigte Staaten     | – | – | 2 | 2  |
| 5     | Niederlande            | – | – | 1 | 1  |
| Total | Total                  | 4 | 4 | 5 | 13 |